# Marvede Sogn
Marvede Sogn 
ist eine Kirchspielsgemeinde (dän.: Sogn)
auf der Insel Sjælland im südlichen Dänemark.
Bis 1970 gehörte sie zur Harde Øster Flakkebjerg Herred im damaligen Sorø Amt, danach zur Næstved Kommune im Storstrøms Amt, die im Zuge der  Kommunalreform zum 1. Januar 2007 in der „neuen“ Næstved Kommune in der Region Sjælland aufgegangen ist.
Im Kirchspiel leben 577 Einwohner (Stand: 1. Januar 2023).
Im Kirchspiel liegt die Kirche „Marvede Kirke“.
Nachbargemeinden sind im Norden Kvislemark Sogn, im Nordosten Hyllinge Sogn, im Südosten Karrebæk Sogn und im Westen Fyrendal Sogn.